# 新谷佳士
新谷 佳士（にいや よしひと、1988年8月14日 - ）は、日本の俳優。劇団そとばこまち所属。血液型A型。
2017年2月より吉本興業大阪俳優部所属。兵庫県加古川市出身。

## 出演

### 映画
- 銀魂2 掟は破るためにこそある(2018年) - 真選組隊士 役
- 多十郎殉愛記(2019年)
- 北野武監督 首(2023年)

### ドラマ
- 新・ミナミの帝王 第19作「失われた絆」（2020年1月18日、関西テレビ）
- DIVER-特殊潜入班- 第1話（2020年9月22日、関西テレビ）
- 科捜研の女 Season21 Last File（2022年4月7日、テレビ朝日）
- 大河ドラマ「光る君へ」（2024年2月18日-3月3日、NHK）-藤原屋敷の武者 役

### テレビ
- 歴史秘話ヒストリア 『楠木正成　巨大な敵に勝つ方法』他（NHK）
- ミルクボーイのツラわら喫茶（2020年11月28日、読売テレビ） - 再現VTR出演
- 火事場の笑力(2021年8月23日、読売テレビ)
- THE GREATEST SHOW-NEN 第十三回公演「幕末」（2022年6月5日～7月24日、ABC）
- よしもと新喜劇NEXT～小籔千豊には怒られたくない～「吉本新喜劇の演技王は俺だ！ 1カット長台詞に挑戦！」（2022年8月3日、MBS）[5]
- 名探偵すち子と新喜劇オールスターズ　解決！なんでも探偵事務所（2022年10月30日、MBS）

### Vシネマ
- 織田同志会 織田征仁 第八章 - 野火和文 役

### 舞台
2010年劇団そとばこまち入団以降の各劇団公演(第112回公演『生きるんデス』を除く)
- 劇団 壱劇屋『五彩の神楽 賊義賊 -Zokugizoku-』(2017年9月22日〜25日、HEP HALL) - 土門 役[6]
- 劇団 壱劇屋『五彩の神楽 心踏音 -Shintouon-』(2017年10月27日〜30日、HEP HALL)
- 劇団 壱劇屋『五彩の神楽 戰御史 -Ikusaonshi-』(2017年11月24日〜27日、HEP HALL)
- 劇団 壱劇屋『五彩の神楽 荒人神 -Arabitogami-』(2017年12月22日〜25日、HEP HALL)

- 大阪松竹座『天下一の軽口男〜笑いの神さん 米沢彦八〜[7]』(2019年2月1日-17日)
- 間寛平芸能生活50周年＋1記念ツアー「いくつになってもあまえんぼう」ツアーファイナル 『本気の寛平まつり！大阪最終頂上決戦！続仁義なき戦い 新喜劇爆笑編』（2021年10月9,10日、なんばグランド花月）
- 市川由紀乃特別公演 第一部『娘の夢は母の夢』（2022年2月5日〜14日、大阪 新歌舞伎座）
- 井路端健一 芸能生活２０周年記念公演 ～怒涛の６日間～『剣聖・飛右衛門と真実の筆』（2022年6月10日〜12日、神戸三宮シアター・エートー）
- 大阪クリエイティブフォース実行委員会『HIMIKO』（2022年10月28日〜30日、近鉄アート館）- 卑弥弓呼 役
- 京都南座『若き日の親鸞』(2023年4月10日〜29日)- 法本坊行空 役
- エンターテインメント時代劇『幕末』（2025年2月28日〜3月2日、箕面市立文化芸能劇場 大ホール 他）[8][9]